# Castelnuovo Scrivia
Castelnuovo Scrivia is een gemeente in de Italiaanse provincie Alessandria (regio Piëmont) en telt 5617 inwoners (31-12-2004). De oppervlakte bedraagt 45,4 km², de bevolkingsdichtheid is 124 inwoners per km².
De volgende frazioni maken deel uit van de gemeente: Gerbidi, Ova, Pilastro, Secco.

## Demografie
Castelnuovo Scrivia telt ongeveer 2322 huishoudens. Het aantal inwoners daalde in de periode 1991-2001 met 4,0% volgens cijfers uit de tienjaarlijkse volkstellingen van ISTAT.
| Jaar | Inwoneraantal |
| ---- | ------------- |
| 1991 | 5859          |
| 2001 | 5624          |

## Geografie
De gemeente ligt op ongeveer 82 meter boven zeeniveau.
Castelnuovo Scrivia grenst aan de volgende gemeenten: Alzano Scrivia, Casei Gerola (PV), Guazzora, Isola Sant'Antonio, Molino dei Torti, Pontecurone, Sale, Tortona.